# 平行世界的愛情故事
《平行世界的愛情故事》，簡體中文版譯作《平行世界·愛情故事》，是日本作家東野圭吾的長篇推理小說。1995年由中央公論社發行單行本，1998年由講談社發行文庫版。
書中的「平行世界（parallel world）」有兩層意思：表面上，就是指東京都的兩條JR國鐵線路。因為京濱東北線和山手線在各自的行程中有一段是並行的；另外一層意思則是從主人公大學畢業後的工作時期開始進行的，平行敘述兩個不同的故事，但兩個故事的主要人物一致，且情節有交叉，其中糾結著關於過去的謎團。
在本書的解說裡，日本科幻小說女作家新井素子將本書與東野圭吾另外兩部作品《分身》、《變身》等並稱為「東野私小說三部曲」。
2018年，公布翻拍成真人版電影，玉森裕太主演，2019年上映。

## 出版書籍
| 出版社       | 出版日期      | 格式   | 頁數  | ISBN                   | 譯者   |
| ------------ | ------------- | ------ | ----- | ---------------------- | ------ |
| 中央公論社   | 1995年2月     | 單行本 | 345頁 | ISBN 978-4-12-002400-9 | 不適用 |
| 中央公論社   | 1997年2月     | 新書判 | 356頁 | ISBN 978-4-12-500459-4 | 不適用 |
| 講談社       | 1998年3月23日 | 文庫本 | 450頁 | ISBN 978-4-06-263725-1 | 不適用 |
| JBOOK        | 2008年1月3日  | 平裝書 | 304頁 | ISBN 978-974-989963-2  |        |
| 南海出版公司 | 2012年1月1日  | 平裝書 | 266頁 | ISBN 978-754-425229-4  | 王維幸 |
| 朝鮮 (地區)  | 2014年5月26日 | 平裝書 | 478頁 | ISBN 978-899-098253-7  | 金蘭周 |
| 皇冠文化     | 2016年8月1日  | 平裝書 | 352頁 | ISBN 978-957-333253-4  | 王蘊潔 |

## 書籍評價
- 1996年 「這本推理小說真厲害！」 第24名[1]
- 東野細膩動人傑作 深度探究終極命題[2]
- 許多事物和人都會因時間而發生變化，時空變遷的力量非常驚人，我比其他作家更重視這一點。——東野圭吾[2]

## 故事簡介
從事腦科學前沿研究的敦賀崇史，某天發現摯友智彥的新女友麻由子竟是自己曾一見鍾情但失之交臂的女子。崇史心中愛恨交織，被嫉妒和自責所折磨。然而一夕之間，麻由子竟已理所當然般和他生活在一起，並絕口不提智彥，而智彥本人亦下落不明。
崇史陷入巨大的不安和混亂中，當記憶與現實猶如平行世界無法融合時，究竟哪一邊才是真相？崇史著手秘密調查摯友下落，找出了這場三角愛情故事的原委。

## 登場人物
敦賀 崇史（Tsuruga Takashi）
進入美國電腦生產商「Vitec」創設的MAC技術科學專修學校，進行腦部接受虛擬現實信息的研究工作。後進入「Vitec」。
對津野麻由子一見鍾情。困惱於「嫉妒著智彥和麻由子交往」和「自己和麻由子交往，而智彥消失」兩種亦幻似真的「現實」。
三輪 智彥（Miwa Tomohiko）
崇史從初中時代開始的好友，右腿有點行動不便，和崇史同期進入「Vitec」。本應是麻由子的男朋友，後來崇史因竄改記憶，使得麻由子的男朋友變成崇史。
津野 麻由子（Tsuno Mayuko）
在MAC技術科學專修學校裏進行研究工作，和智彥同一個部門。
須藤（Sudou）
崇史在MAC時期的導師之一，崇史進入「Vitec」後擔任他的上司。
篠崎 伍郎（Shinozaki Gorou）
和麻由子同期進入「Vitec」，和麻由子一同被分配到智彥的研究班。
直井 雅美（Naoi Masami）
篠崎的戀人。
桐生 景子（Kiryuu Keiko）
和崇史同期進入「Vitec」。